# Liene Priede
Liene Priede (Riga, 23 aprile 1990) è un'ex cestista lettone.

## Carriera
Con la Lettonia ha disputato i Campionati europei del 2011.